# 特里亞農條約
《特里亚农条约》是1920年一项制定匈牙利边界的条约。第一次世界大战结束前，奥匈帝国灭亡，奥地利帝国的伙伴匈牙利王国宣布独立。由于奥匈帝国包含数个不同种族，故此需要重新划定匈牙利、奥地利及其他刚刚独立之新国家的边界。条约在6月4日于法国凡尔赛的大特里亚农宫由数个国家签署，分别是战胜国美国、英国、法国与意大利，以及刚独立的罗马尼亚、塞尔维亚人、克罗地亚人和斯洛文尼亚人王国与捷克斯洛伐克；战败国就是代表奥匈帝国的匈牙利。

## 匈牙利之边界

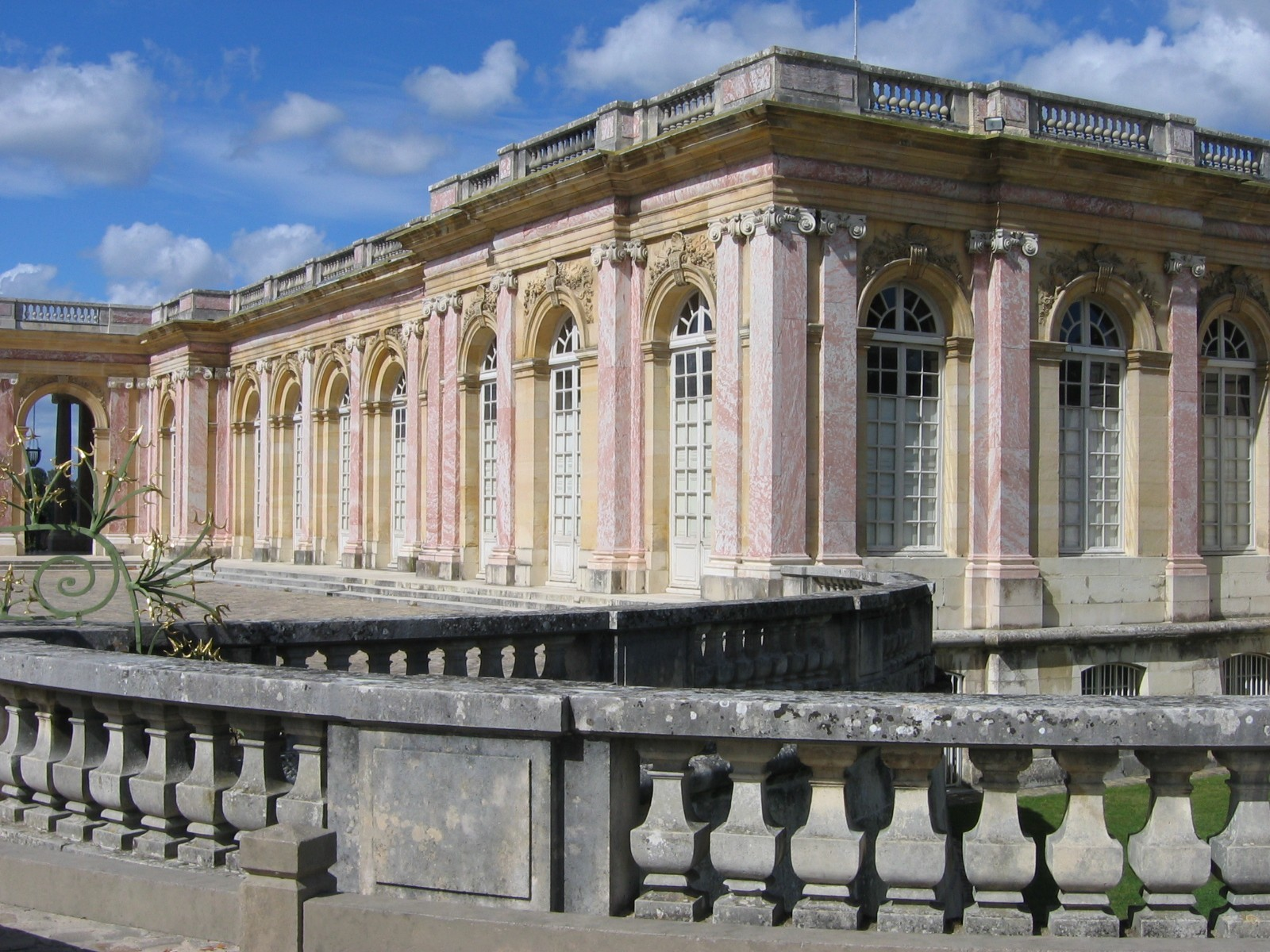
于1678年建成的凡尔赛宫内的大特里亚农宫：条约签署之地

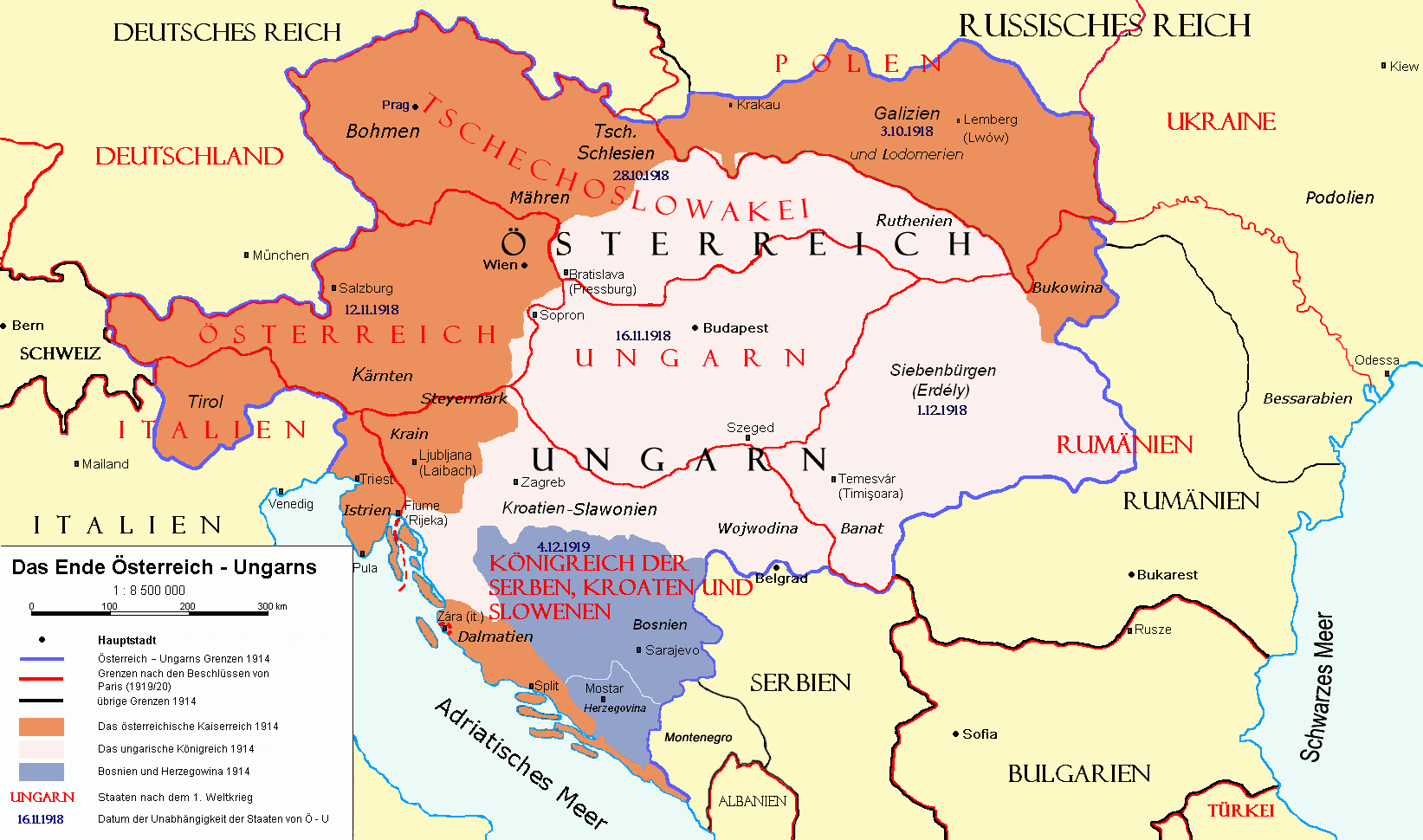
匈牙利王国（粉红色）与独立后的匈牙利边界之比较。

1918年11月11日德國投降，同日奧皇卡爾一世退位，11月16日，匈牙利宣布脱离奥匈帝国独立，与奥地利分离。10月31日时，巴纳特共和国在蒂米什瓦拉（今罗马尼亚西部城市）成立。匈牙利政府确认它的独立。匈牙利的边界在11月至12月初步确立。与匈牙利王国比较，新匈牙利的领土不包括：
- 部分特兰西瓦尼亚—成为罗马尼亚领土；
- 斯洛伐克—成为捷克斯洛伐克一部分；
- 克罗地亚、斯拉沃尼亚、伏伊伏丁那与波斯尼亚和黑塞哥维那正式独立，与匈牙利城市佩奇、莫哈奇、包姚与锡盖特堡组成塞尔维亚人、克罗地亚人和斯洛文尼亚人王国。

根据特里亚农条约，匈牙利失去以下的领土：
- 特兰西瓦尼亚其余部分，作为罗马尼亚的西北部；
- 喀尔巴阡鲁塞尼亚作为捷克斯洛伐克东部，与1919年的圣日耳曼条约之条款配合。
- 布尔根兰的大部分归于奥地利，也与圣日耳曼条约配合；当中的肖普朗区域则根据1921年12月公投结果归于匈牙利；这也是唯一一次有关匈牙利领土问题的公投。

條約把原本归于南斯拉夫的匈牙利城市佩奇、莫哈奇、包姚及锡盖特堡重新撥归匈牙利。
匈牙利总共失去72%的领土，人口由2,080万大幅减少，也丧失统治了八百年的唯一海港里耶卡（今克罗地亚海港）。
匈牙利在纳粹德国崛起后日漸向德國靠攏，1938年德國佔領捷克蘇台德地區，匈牙利亦因慕尼黑协定奪得斯洛伐克南部，1940年在納粹德國和義大利主持下的兩次維也納仲裁裁决而獲得喀尔巴阡鲁塞尼亚北部和羅馬尼亞的北特兰西瓦尼亚，1941年4月匈牙利參與了南斯拉夫戰役，佔領了部份伏伊伏丁那和斯洛文尼亞地區。隨著蘇聯在1944年大規模反攻納粹德国，8月苏軍進入羅馬尼亞使其倒戈退出軸心國，苏軍於10月攻入北特兰西瓦尼亚和德匈軍隊激戰，10月16日匈牙利退出軸心國，隨即被德國出兵佔領全境淪為傀儡國，苏軍於1945年包圍布達佩斯，最終匈牙利全國被苏联军队占领。根据巴黎和平条约，匈牙利的边界与1920年的相若，一直至今。